# Jean-Claude Izzo
Pour les articles homonymes, voir Izzo.
Jean-Claude Izzo, né le 20 juin 1945 à Marseille et mort le 26 janvier 2000 dans cette même ville dans le 9e arrondissement, est un journaliste, écrivain et poète français.

## Biographie
Son père est né en Italie à Castel San Giorgio et émigre à Marseille en 1928. Sa mère est née à Marseille dans le quartier du Panier, de parents immigrés espagnols. Le père d’Izzo est barman dans différents établissements avant de se fixer au bar de l’Amicale Ajaccienne (démoli en 1943), place de Lenche. Sa mère travaille comme couturière rue de Rome.
Après avoir obtenu un CAP de fraiseur tourneur, il obtient un emploi dans une librairie et commence à s'engager politiquement avec le mouvement pacifiste et catholique Pax Christi.
En 1964, Jean-Claude Izzo est appelé au service militaire d'abord à Toulon, où il fera une grève de la faim d'un mois, pour protester contre les actes de maltraitance sur des jeunes appelés, qui lui vaudra les commandos disciplinaires à Djibouti. Il y passera un mois et demi en prison et perd quelque quinze kilogrammes durant cette période.
Il adhère au Parti socialiste unifié et au Mouvement de la Paix. en 1966. En juin 1968, il est candidat aux élections législatives à Marseille, puis il adhère au Parti communiste. Il devient journaliste, puis rédacteur en chef du quotidien communiste La Marseillaise.
En 1970, il publie son premier recueil de poèmes, Poèmes à haute voix. En 1978, il rompt avec le PCF, dont il déplore le fonctionnement trop hiérarchisé. Il quitte Marseille et rédige des articles dans différentes revues, dont La Vie mutualiste qui change de nom et se transforme en Viva. Jean-Claude Izzo devient le premier rédacteur en chef de cette nouvelle formule du magazine mutualiste.
En 1995, poussé par Michel Le Bris et Patrick Raynal, il publie dans la Série noire Total Khéops, lauréat du Trophée 813 du « meilleur roman francophone » et gros succès public. C'est le premier volet de la « Trilogie marseillaise », ayant pour héros l'enquêteur Fabio Montale, policier déclassé et fils d'immigrés appréciant la poésie, le jazz, la pêche et les femmes, et dont le nom a été inspiré à Izzo par le poète italien Eugenio Montale.
En 1996, il publie Chourmo, la suite de Total Khéops, qui remporte le prix Sang d'encre. Il s'installe à Saint-Malo.
En 1997, il publie un recueil de poésies Loin de tous rivages et le roman Les Marins perdus, ainsi que des nouvelles parues dans des anthologies. Il revient définitivement en Provence et s'installe à Ceyreste.
En 1998, il publie Solea, dernier volet de sa trilogie marseillaise, où il consacre une analyse poussée et documentée de la Mafia.
En 1999 paraît Le Soleil des mourants.
Il meurt d'un cancer le 26 janvier 2000, à l'âge de 54 ans.
Gianmaria Testa son ami musicien et chanteur, qui met en musique un des derniers textes de Jean-Claude Izzo, La Plage du prophète, raconte en février 2012 au journal Libération : « J'ignore si c'est le cas en France, mais en Italie, Jean-Claude Izzo a pris une dimension mythique. Il est revendiqué comme chef de file par une génération de jeunes auteurs de gialli (polars). Et des fans se rendent à Marseille en suivant un itinéraire Izzo : ils visitent les lieux où se déroulent les romans, refont le parcours des personnages ... ».
Du militant (entre christianisme social et communisme) au romancier, il s’agissait pour Jean-Claude Izzo d’être toujours « irrémédiablement du côté des pauvres, des oubliés, des démunis… J’ai toujours regardé les gens, les chômeurs, ceux qui n’avaient rien, les maux de Marseille… ».

## Œuvre

### Romans

#### Trilogie marseillaiseFabio Montale
- 1995 : Total Khéops (Paris, (Gallimard, coll. « Série noire » no 2370)
- 1996 : Chourmo (Paris, Gallimard, coll. « Série noire » no 2422)
- 1998 : Solea (Paris, Gallimard, coll. « Série noire » no 2500)

#### Autres romans
- 1997 : Les Marins perdus[6] (Paris, Flammarion ; réédition, Paris, J'ai lu, 1998)
- 1999 : Le Soleil des mourants (Paris, Flammarion)

### Recueil de nouvelles
- 1998 : Vivre fatigue, illustré par Joëlle Jolivet (Paris, Librio noir), contient également Chien de nuit[7]

### Nouvelles
- Une rentrée en bleu de Chine, dans C'est la rentrée ! : 16 écrivains racontent.... Paris : EJL, coll. "Librio", suppl. à Libération du 4 septembre 1997, p. 37-40.

### Poésie
- 1970 : Poèmes à haute voix (Paris, Éd. P.J. Oswald)
- 1972 : Terres de feu (Paris, P.J. Oswald)
- 1974 : État de veille (Paris, P.J. Oswald)
- 1975 : Braises, Brasiers, Brûlures (poèmes illustrés par E. Damofli)
- 1975 : Paysage de femme (Guy Chambelland)
- 1976 : Le Réel au plus vif (Guy Chambelland)
- 1997 : Loin de tous rivages, illustré par Jacques Ferrandez (Nice, Éd. du Ricochet ; réédition, Paris, Librio)
- 1999 : L'Aride des jours (Nice, Éd. du Ricochet ; réédition, Paris, Librio)
- 1999 : Un temps immobile (Paris, Filigrane Éditions)

### Autres publications
- 1978 : Clovis Hugues, un rouge du Midi (Mareille, Jeanne Laffitte)
- 2000 : Marseille (Paris, Éd. Hoëbeke)

## Filmographie
- 2001 : Roger et Fred, téléfilm réalisé par Joyce Buñuel, sur un scénario de Jean-Claude Izzo et Patrick Tringale, avec Till Bahlmann et Laurent Casanova.

## Adaptations

### Au cinéma
- La « trilogie marseillaise » a été adaptée à la télévision sous le titre Fabio Montale avec Alain Delon. Cette adaptation a été très controversée, entre autres à cause de la personnalité d'Alain Delon, à l'opposé des idées de Jean-Claude Izzo.
- Total Khéops a été adapté au cinéma en 2002 par Alain Bévérini, avec Richard Bohringer et Marie Trintignant.
- Les Marins perdus a été adapté au cinéma en 2003 par Claire Devers, avec Bernard Giraudeau, Marie Trintignant et Audrey Tautou.

### En bande dessinée
- Les Marins perdus a été adapté en bande dessinée en 2008 par Clément Belin édité chez Futuropolis.

### À la radio
- Le Soleil des mourants est adapté en fiction radiophonique en 2017 par Sophie Lamp pour France Culture[8].

## Hommages
- La municipalité de Frontignan, dans l'Hérault a baptisé l'espace culturel de la ville « Espace Jean-Claude Izzo. », le 6 juillet 2002, à l'occasion de la cinquième édition du Festival international du roman noir.
- L'équipe pédagogique du collège public inauguré à Marseille en septembre 2005 dans la zone d'Euroméditerranée (2e arrondissement) a décidé de rendre hommage à l'écrivain en donnant son nom à cet établissement situé en plein cœur de la zone portuaire de la Joliette, qui lui était si chère.
- La ville de Châteauneuf-les-Martigues a donné le nom de l'auteur à son Pôle culturel regroupant la médiathèque, l'école de musique et les archives municipales en 2008
- En avril 2010, la bibliothèque de l’Alcazar à Marseille décide à son tour de rendre hommage à l'écrivain, poète et journaliste en lui consacrant une exposition et plusieurs conférences.
- Depuis 2002, chaque année dans le cadre de son salon littéraire Lire à Limoges, la ville décerne un prix jeune adulte intitulé Prix Izzo.
- À l'occasion du vingtième anniversaire de sa mort, la mairie de Marseille inaugure une place à son nom dans le quartier du Panier[9].